# Campigny (Eure)
Pour les articles homonymes, voir Campigny.
Campigny est une commune française située dans le département de l'Eure, en région Normandie.

## Géographie

### Localisation
Campigny est une commune du Nord-Ouest du département de l'Eure, en Normandie. Située au sud de Pont-Audemer et à l'ouest de la vallée de la Risle, elle appartient à la région naturelle du Lieuvin.
|                            | Pont-Audemer              |                 |
| Tourville-sur-Pont-Audemer | Campigny                  | Condé-sur-Risle |
|                            | Saint-Martin-Saint-Firmin |                 |

### Hydrographie
La commune est située dans le bassin Seine-Normandie. Elle est drainée par la Véronne, le fossé 02 de la commune de Saint-Etienne-l'Allier et la Rivière des Echauds,,.
La Véronne, d'une longueur de 14 km, prend sa source dans la commune de La Poterie-Mathieu et se jette  dans la Risle à Pont-Audemer, après avoir traversé six communes.

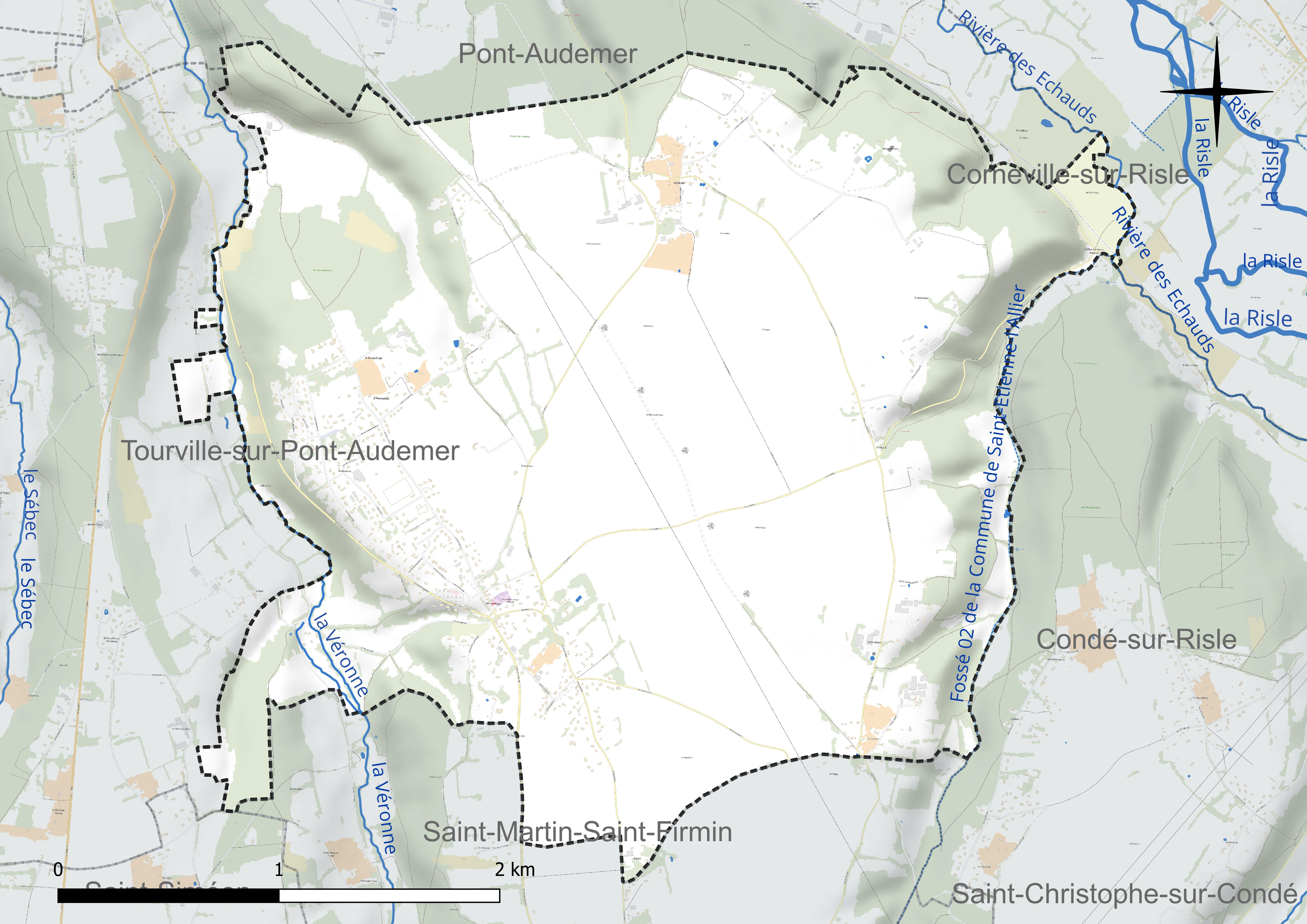
Réseau hydrographique de Campigny.

### Climat
Pour des articles plus généraux, voir Climat de la Normandie et Climat de l'Eure.
En 2010, le climat de la commune est de type climat océanique altéré, selon une étude du CNRS s'appuyant sur une série de données couvrant la période 1971-2000. En 2020, Météo-France publie une typologie des climats de la France métropolitaine dans laquelle la commune est exposée à un climat océanique et est dans la région climatique  Côtes de la Manche orientale, caractérisée par un faible ensoleillement (1 550 h/an) ; forte humidité de l’air (plus de 20 h/jour avec humidité relative > 80 % en hiver), vents forts fréquents. Parallèlement le GIEC normand, un groupe régional d’experts sur le climat, différencie quant à lui, dans une étude de 2020, trois grands types de climats pour la région Normandie, nuancés à une échelle plus fine par les facteurs géographiques locaux. La commune est, selon ce zonage, exposée à un « climat contrasté des collines », correspondant au Pays d’Auge, Lieuvin et Roumois, moins directement soumis aux flux océaniques et connaissant toutefois des précipitations assez marquées en raison des reliefs collinaires qui favorisent leur formation.
Pour la période 1971-2000, la température annuelle moyenne est de 10,4 °C, avec  une amplitude thermique annuelle de 13,4 °C. Le cumul annuel moyen de précipitations est de 833 mm, avec 12,7 jours de précipitations en janvier et 8,5 jours en juillet. Pour la période 1991-2020, la température moyenne annuelle observée sur la station météorologique la plus proche, située sur la commune de Lieurey à 10 km à vol d'oiseau, est de 11,3 °C et le cumul annuel moyen de précipitations est de 893,1 mm,. Pour l'avenir, les paramètres climatiques de la commune estimés pour 2050 selon différents scénarios d’émission de gaz à effet de serre sont consultables sur un site dédié publié par Météo-France en novembre 2022.

## Urbanisme

### Typologie
Au 1er janvier 2024, Campigny est catégorisée bourg rural, selon la nouvelle grille communale de densité à 7 niveaux définie par l'Insee en 2022.
Elle est située hors unité urbaine. Par ailleurs la commune fait partie de l'aire d'attraction de Pont-Audemer, dont elle est une commune de la couronne,. Cette aire, qui regroupe 34 communes, est catégorisée dans les aires de moins de 50 000 habitants,.

### Occupation des sols
L'occupation des sols de la commune, telle qu'elle ressort de la base de données européenne d’occupation biophysique des sols Corine Land Cover (CLC), est marquée par l'importance des territoires agricoles (72 % en 2018), une proportion sensiblement équivalente à celle de 1990 (72,3 %). La répartition détaillée en 2018 est la suivante : 
terres arables (45,5 %), prairies (26,6 %), forêts (22,2 %), zones urbanisées (5,8 %). L'évolution de l’occupation des sols de la commune et de ses infrastructures peut être observée sur les différentes représentations cartographiques du territoire : la carte de Cassini (XVIIIe siècle), la carte d'état-major (1820-1866) et les cartes ou photos aériennes de l'IGN pour la période actuelle (1950 à aujourd'hui).

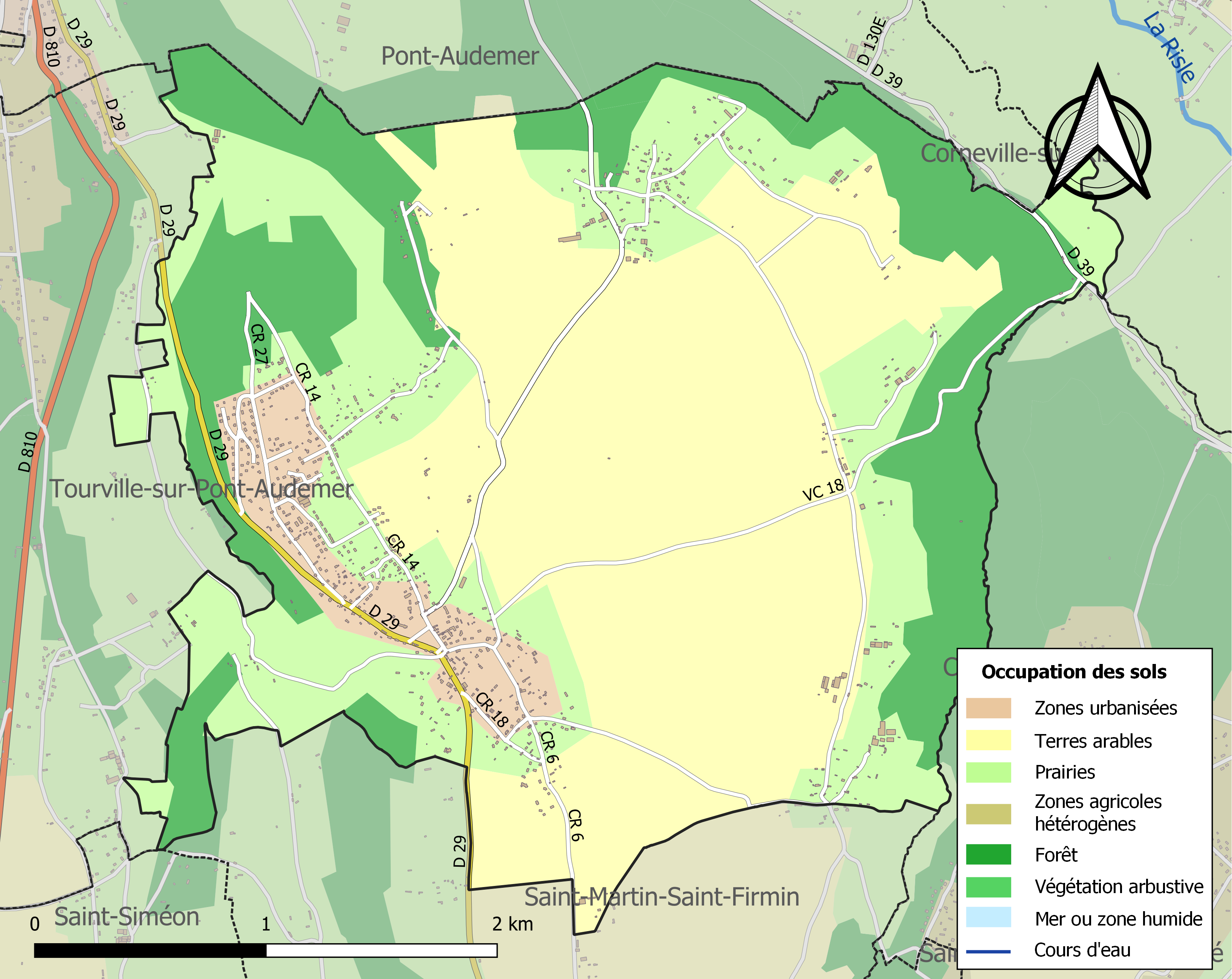
Carte des infrastructures et de l'occupation des sols de la commune en 2018 (CLC).

## Toponymie
Le nom de la localité est attesté sous les formes Campigniacum en 1033 (Neustria pia), Campeniacus en 1034 (Gallia Christiana), Campiniacus en 1091 (cartulaire de Préaux), Campigneyum (1er pouillé de Lisieux), Campigneium en 1203 (M. R.) et Campigny-sur-Vérone en 1828 (Louis Dubois).
Il s'agit d'un nom de domaine gallo-romain en -iacum, composé avec le nom de personne bas-latin Campanus. Le type Campaniacum > Campiniacum a été également étudié par Ernest Nègre qui émet la même hypothèse et par Michel Roblin qui explique le premier élément différemment, à savoir par le gallo-roman *CAMPANIA « vaste étendue de pays plat et découvert », issu du bas latin campania « plaine, campagne » (> ancien français champagne, français campagne, emprunt au normanno-picard), associé au même suffixe -acum, étant donné le grand nombre de formations de ce type.
La forme francienne (français central) est représentée par le type Champigny, dont Champigny-la-Futelaye, autre commune de l'Eure, mais située dans la campagne de Saint-André. Elle se trouve au sud de la ligne Joret, c'est pourquoi elle a subi la palatalisation du groupe [ca-].

## Histoire
Le village fait partie du domaine de Torf au moment de la conquête normande. Les seigneurs de Tourville y fondent le prieuré de Sainte-Marie-l'Égyptienne, cité en 1350 dans le pouillé de Lisieux.[réf. nécessaire]

## Politique et administration
| Période                                  | Période  | Identité          | Étiquette | Qualité |
| ---------------------------------------- | -------- | ----------------- | --------- | ------- |
| mars 2001                                | 2014     | Christian Rouland |           |         |
| mars 2014                                | En cours | Jean-Marc Bisson  | SE        |         |
| Les données manquantes sont à compléter. |          |                   |           |         |

## Démographie
L'évolution du nombre d'habitants est connue à travers les recensements de la population effectués dans la commune depuis 1793. Pour les communes de moins de 10 000 habitants, une enquête de recensement portant sur toute la population est réalisée tous les cinq ans, les populations de référence des années intermédiaires étant quant à elles estimées par interpolation ou extrapolation. Pour la commune, le premier recensement exhaustif entrant dans le cadre du nouveau dispositif a été réalisé en 2005.

En 2022, la commune comptait 1 097 habitants, en évolution de −6,16 % par rapport à 2016 (Eure : −0,25 %, France hors Mayotte : +2,11 %).
| 1793 | 1800 | 1806 | 1821 | 1831 | 1836 | 1841 | 1846 | 1851 |
| ---- | ---- | ---- | ---- | ---- | ---- | ---- | ---- | ---- |
| 851  | 757  | 827  | 757  | 801  | 801  | 788  | 771  | 739  |

| 1856 | 1861 | 1866 | 1872 | 1876 | 1881 | 1886 | 1891 | 1896 |
| ---- | ---- | ---- | ---- | ---- | ---- | ---- | ---- | ---- |
| 700  | 668  | 644  | 561  | 514  | 512  | 502  | 481  | 422  |

| 1901 | 1906 | 1911 | 1921 | 1926 | 1931 | 1936 | 1946 | 1954 |
| ---- | ---- | ---- | ---- | ---- | ---- | ---- | ---- | ---- |
| 399  | 404  | 381  | 337  | 308  | 330  | 318  | 350  | 379  |

| 1962 | 1968 | 1975 | 1982 | 1990 | 1999 | 2005 | 2006 | 2010  |
| ---- | ---- | ---- | ---- | ---- | ---- | ---- | ---- | ----- |
| 406  | 505  | 509  | 705  | 807  | 803  | 818  | 836  | 1 018 |

| 2015  | 2020  | 2022  | - | - | - | - | - | - |
| ----- | ----- | ----- | - | - | - | - | - | - |
| 1 158 | 1 101 | 1 097 | - | - | - | - | - | - |

## Économie
L'entreprise Shaman, marque de vêtements à l'humour décalé, est installée dans les locaux de l'ancienne usine de fabrication de boîtiers électroniques SERBE (siège social à Saint-Mards-de-Blacarville). Fondée par Sami Chaalan et sa compagne Elsa Levrel, elle emploie une vingtaine de personnes.

## Culture locale et patrimoine

### Lieux et monuments
- L'église Notre-Dame.

### Patrimoine naturel

#### Natura 2000
- Risle, Guiel, Charentonne[28].

#### ZNIEFF de type 1
- Les prairies du ricque des cailloux et la rivière des échaudés[29] ;
- La cavité des bruyères[30].

#### ZNIEFF de type 2
- La vallée de la Risle de Brionne à Pont-Audemer, la forêt de Montfort[31].

#### Site classé
- L'église, le cimetière, la place dite «La Pelouse», le rideau de 7 hêtres bicentenaires, le bel if et les 26 tilleuls de la place communale.  Site classé (1948)[32].